# モントルー・オーベルラン・ベルノワ鉄道ABDe8/8 4001-4004形電車
ABDe8/8 4001 - 4004形は、スイスのモントルー・オーベルラン・ベルノワ鉄道（Chemin de fer Montreux-Oberland bernois、MOB）に在籍する車両。山岳区間の走行に適した2両編成の電動車で、4000形（Baureihe 4000）とも呼ばれる。

## 概要
モントルー・オーベルラン・ベルノワ鉄道（MOB）の近代化や輸送力増強を目的に、1940年代に導入されたBDe4/4 3001 - 3006形（3000形）電車以来の電動車として1968年に製造された車両。2基のボギー台車を有する片運転台の車体を繋いだ永久連結式車両で、車両番号も2車体とも同一である。1時間の定格出力は（1,200 HP）、連続出力は（970 HP）で、営業運転時には当時導入が進められていた軽量客車を最大4両、最高速度70 km/hで牽引可能な性能を有している。双方の車体には当時の最新構造であったシングルアーム式パンタグラフが搭載され、一方のパンタグラフが使用不可能となった際にもう一方から電力の供給が継続可能なよう冗長性の確保が行われている。制御方式については当初抵抗制御方式が採用されたが、1992年に電機子チョッパ制御方式に対応した機器への交換が実施されている。車内に一等座席、二等座席に加え、一方の車両の運転台側には荷物室が設置されている。
4両（4001 - 4004）が製造され、MOBの旅客・貨物輸送に使用された他、パノラミック急行の牽引に使用された事もある。2010年代には置き換え用としてABe 4/4 + Be 4/4形電車（9000形電車）が導入された事で1両（4003）が2018年に廃車されたが、残りの3両は2020年時点で引き続きMOBに在籍している。

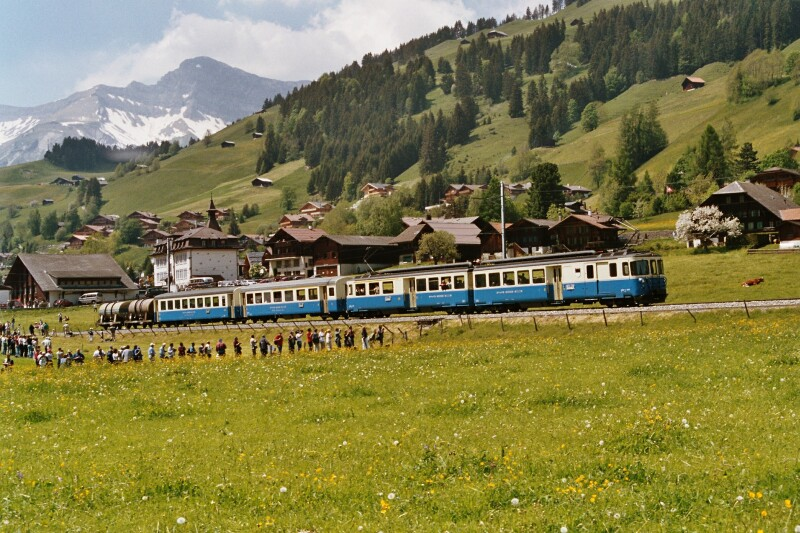
混合列車を牽引するABDe8/8形（2004年撮影）
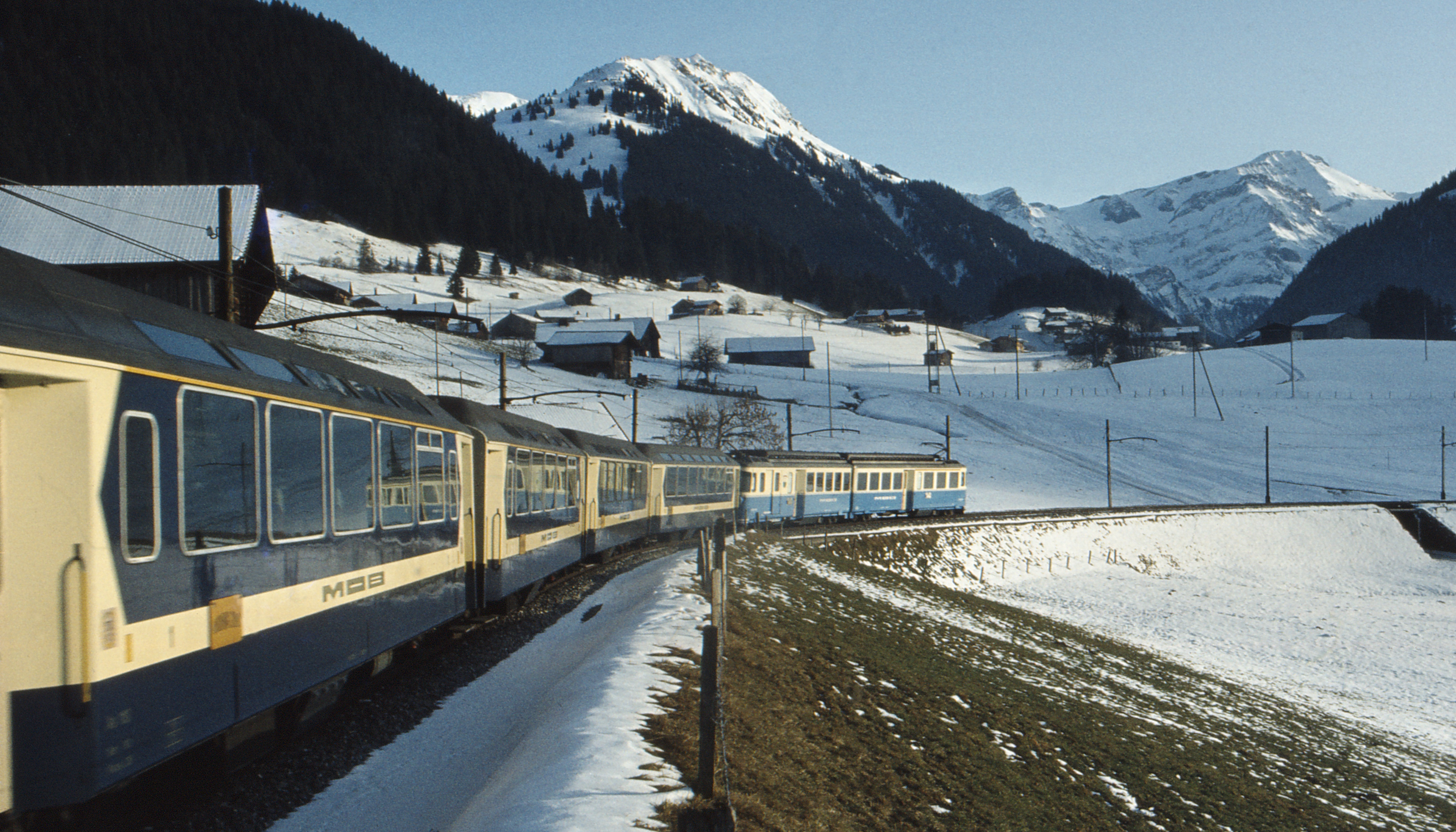
パノラミック急行を牽引するABDe8/8形（1982年撮影）